# Chièvres
Chièvres (wa. Chieve) – miasto w Belgii, w Regionie Walońskim, w prowincji Hainaut, w okręgu Ath. Według Dyrekcji Generalnej Instytucji i Ludności, 1 stycznia 2024 roku miasto liczyło 7168 mieszkańców.

## Podział administracyjny
W skład miasta wchodzi pięć dzielnic (section):
- Grosage
- Huissignies
- Ladeuze
- Tongre-Notre-Dame
- Tongre-Saint-Martin

## Współpraca
Miejscowość partnerska:
- Gołuchów, Polska